# Unhuman Mixtape
Unhuman Mixtape – drugi mixtape poznańskiej grupy hip-hopowej WSRH.

## Lista utworów
1. „Intro”
2. „Absolwent”
3. „Poeci” (gościnnie: Kobra)
4. „Oryginał (Norman)”
5. „Zejdź tu” (gościnnie: Azrael, P.A.G.)
6. „Autentyk”
7. „Kod ulic” (gościnnie: Rafiks (Self Respect))
8. „Rock & Roll” (gościnnie: DJ Decks, RR Brygada; Scratche: DJ Decks)
9. „Oni nie mogą”
10. „Kilka prostych prawd”
11. „Hell's Kitchen”
12. „Mam to we krwi” (gościnnie: Kaczor)
13. „Otis Driftwood”
14. „Sprawiedliwość” (gościnnie: Paluch, Rafiks (Self Respect))
15. „Radiostacja Szarej Strefy”
16. „Rap znad Warty 2” (gościnnie: Koni)
17. „Prawdę mówiąc” (gościnnie: Bubel)
18. „To dla...” (gościnnie: Gandzior, Jajo)
19. „Outro”
20. „Kilka prostych prawd remix” (bonus track)

## Twórcy albumu
- h8dsg – projekt okładki
- DJ Decks – realizacja materiału
- Mikser – miksowanie
- Simon – zdjęcia
- DJ Simo, Mikser – produkcja
- DJ Simo – scratche
- Słoń – rap, teksty
- Shellerini – rap, teksty